# Abu Abud
Abu Abud (em persa: ابوعبود, também romanizada como Abū ‘Abūd; também conhecida como Rūstā-ye Abū ‘Ayūd) é uma aldeia do distrito rural de Nasar, no condado de Abadan, na província de Khuzistão, Irã.
Segundo o censo de 2006, sua população era de 303 habitantes, em 64 famílias.